# Balleroy
Balleroy è un ex comune francese di 911 abitanti situato nel dipartimento del Calvados, nella regione della Normandia. Dal 1º gennaio 2016 è stato accorpato con il comune di  Vaubadon per formare il comune di Balleroy-sur-Drôme, del quale costituisce comune delegato.

## Storia

### Simboli
Alias:
I cuori in campo rosso erano il blasone della famiglia de La Cour de Balleroy (oggi estinta), un tempo marchesi di Balleroy.

## Società

### Evoluzione demografica
Abitanti censiti